# جيانلوكا بورتولامي
جيانلوكا بورتولامي (بالإيطالية: Gianluca Bortolami)‏ مواليد 28 أغسطس 1968 في إيطاليا، هو دراج إيطالي سابق في صنف سباق الدراجات على الطريق.

## سجل النتائج

### سباقات أو مراحل فاز بها
- طواف فرنسا
- طواف سويسرا
- حقق المركز الأول في طواف روماندي 1992 في المرحلة الثانية

## روابط خارجية
- جيانلوكا بورتولامي على موقع الاتحاد الدولي للدراجات (الإنجليزية)
- جيانلوكا بورتولامي على موقع أرشيف الدراجات (الإنجليزية)
- جيانلوكا بورتولامي على موقع إحصائيات الدراجات الإحترافية (الإنجليزية)
- جيانلوكا بورتولامي على موقع CycleBase (الإنجليزية)
- جيانلوكا بورتولامي على موقع أوليمبيديا (الإنجليزية)